# Щокін Георгій Васильович
Гео́ргій Васи́льович Що́кін (* 27 травня 1954, Запоріжжя) — відомий український фахівець в галузі управління людськими ресурсами, засновник Міжнародної Кадрової Академії та Міжрегіональної Академії управління персоналом. Голова Наглядової ради.

## Біографія
В 1976 році вступив до дефектологічного факультету Київського державного педагогічного інституту ім. М. Горького, який закінчив у 1981 році за спеціальністю «Дефектологія».
Кандидатська дисертація «Соціально-психологічні аспекти удосконалення діяльності кадрових служб на виробництві» (1989 р.), яку захистив у Київському національному університеті ім. Т.Шевченка.
З 09.1980 р. по 06.1984 р. — начальник відділу кадрів Київського ВО «Електроприлад».
З 07.1984 р. по 10.1985 р. — заступник начальника Головного управління з кадрів Республіканського промислового об'єднання «Укрбудкераміка» Міністерства промбудматеріалів УРСР.
З 11.1985 р. по 10.1987 р. — начальник відділу робітничих кадрів Головкиївміськбуду.
З 10.1987 р. по 04.1989 р. — заступник директора Республіканського центру працевлаштування, перепідготовки і профорієнтації Держкомпраці України.
З 04.1989 р. по 04.1990 р. — директор Київського наукового центру «Кадри».
З 04.1990 р. по 1996 р. — ректор Всесоюзного заочного університету управління персоналом (з 02.1994 р. —  Міжрегіональної академії управління персоналом).
З 1997 р. по теперішній час — Президент, Голова Наглядової ради МАУП. [Архівовано 18 січня 2017 у Wayback Machine.]
Щокін Г.В. має наукові ступені кандидата психологічних наук (1989 р.), доктора соціологічних наук (1997 р.), доктора філософії в галузі ділового адміністрування (1996 р.), доктора педагогіки (2004 р.) та вчене звання професора богослов’я (2002 р.). Він є дійсним членом (академіком)  Міжнародної кадрової академії та Грузинської міжнародної академії. Щокін Г.В. є почесним професором та почесним доктором університетів Азербайджану, Киргизстану, Куби, Молдови, Польщі, Румунії, США.
Щокін Г.В. займається розробкою наукових проблем в галузі освіти, психології, соціології, релігієзнавства та управління людськими ресурсами. Автор фундаментальної праці «Система управління людськими ресурсами» (2009 р.) та багатотомного енциклопедичного видання «Людство і віра» (2000-2011 рр.). Розробник нового науково-практичного напряму «Візуальна психодіагностика» та автор одного з перших підручників з кадрового менеджменту ( 1991 р.). В цілому, Г. Щокіну належить понад 500 наукових, навчальних, популярних та публіцистичних праць, у тому числі 65 книг (загальний обсяг робіт становить близько 850 авторських аркушів або понад 18,5 тис. сторінок).
Син — Щокін Ростислав Георгійович (25.11.1980)[6], заступник голови Наглядової ради  МАУП. Має трьох онуків.

## Політична діяльність
Георгій Щокін на базі структур, близьких до МАУП, організував Українську Консервативну партію. Партія зі списком, очоленим Щокіним, пішла на парламентські і місцеві вибори 2006 року. Виборча програма стверджувала гасло необхідності для України національної еліти та пріоритету національних інтересів. На теперішній час УКП припинила своє існування.

## Відзнаки і нагороди
Нагороджений Почесним званням «Заслужений працівник народної освіти України» (1998 р.) та Почесною грамотою Кабінету міністрів України (2004 р.), а також Почесною грамотою Киргизької Республіки (2002 р.). Щокін Г.В. є кавалером орденів Української, Молдавської, Сербської Православної Церков та Вірменської Апостольської Церкви. Він також є кавалером понад 50 орденів і медалей міжнародних, відомчих та громадських організацій України, Великої Британії, США та інших країн.
Лауреат премії МВС України «За розвиток науки, техніки, освіти» І та ІІ ступенів.